# Кантоне (Верчели)
Кантоне је насеље у Италији у округу Верчели, региону Пијемонт.
Према процени из 2011. у насељу је живело 39 становника. Насеље се налази на надморској висини од 543 м.